# 星云 (超级计算机)
星雲是一部由中國曙光信息产业有限公司開發的超级计算机，原定於2010年11月安裝在深圳的国家超级计算深圳中心，但因各項原因推遲至2011年5月才正式安裝。星雲採用英特爾的至強X5650處理器和英偉達C2050的圖像處理器。星雲於2010年6月被國際超級计算机大會評選TOP500的第二強，成為当时排名最高的中國超級计算机。